# The Chromatica Ball
The Chromatica Ball is de zesde wereldtournee van de Amerikaanse zangeres Lady Gaga, ter promotie van haar zesde studioalbum, Chromatica (2020). De tournee, die uitsluitend naar stadions trok, begon op 17 juli 2022 in Düsseldorf en eindigde op 17 september 2022 in Miami Gardens.

## Achtergrond en ontwikkeling
De tournee werd oorspronkelijk aangekondigd via Gaga's sociale media op 5 maart 2020, als een zesdaagse, beperkte concertreeks voor de zomer van dat jaar, ter ondersteuning van haar zesde studioalbum, Chromatica (2020). De aankondiging ging vergezeld van een dubbelzijdige afbeelding, aan de ene kant een extreme close-up van Gaga's gezicht, met het 'Chromatica-symbool' op haar wang. De andere kant van de afbeelding bevatte het beperkte tourschema van de tournee, omringd door beelden uit de muziekvideo en de promotiecampagne voor "Stupid Love", de eerste single van Chromatica. De beperkte data werkte veel teleurstelling op, gezien de zangeres al zeer lang bepaalde landen en steden niet meer bezocht heeft. Toen de tournee werd aangekondigd, werd duidelijk dat Gaga enkel zal zingen in voetbalstadions. Vanwege de COVID-19-pandemie werd deze eerst uitgesteld tot de zomer van 2021, voordat ze een tweede keer werd uitgesteld tot de zomer van 2022. 

## Setlist
Dit is de officiële Chromatica ball setlist  van de concerten in Europa (behalve Düsseldorf). Lady Gaga voegde de nummers "1000 Doves" en "Fun Tonight" toe vanaf de show in Stockholm, Zweden.
1. "Bad Romance"
2. "Just Dance"
3. "Poker Face"
4. "Chromatica I"
5. "Alice"
6. "Replay"
7. "Monster"
8. "Chromatica II"
9. "911"
10. "Sour Candy"
11. "Telephone"
12. "LoveGame"
13. Chromatica III
14. "Babylon"
15. "Free Woman"
16. "Born This Way"
17. "Shallow"
18. "Always Remember Us This Way"
19. "The Edge of Glory"
20. "1000 Doves"
21. "Fun Tonight"
22. "Enigma"
23. "Stupid Love"
24. "Rain on Me"

Encore
1. "Hold My Hand"

## Shows
| Datum        | Stad        | Land                | Locatie                   |
| ------------ | ----------- | ------------------- | ------------------------- |
| 17 juli 2022 | Düsseldorf  | Duitsland           | Merkur Spiel-Arena        |
| 21 juli 2022 | Stockholm   | Zweden              | Friends Arena             |
| 24 juli 2022 | Saint-Denis | Frankrijk           | Stade de France           |
| 26 juli 2022 | Arnhem      | Nederland           | GelreDome                 |
| 29 juli 2022 | Londen      | Verenigd Koninkrijk | Tottenham Hotspur Stadion |
| 30 juli 2022 | Londen      | Verenigd Koninkrijk | Tottenham Hotspur Stadion |

| Datum            | Stad            | Land             | Locatie             |
| ---------------- | --------------- | ---------------- | ------------------- |
| 6 augustus 2022  | Toronto         | Canada           | Rogers Center       |
| 8 augustus 2022  | Washington, DC  | Verenigde Staten | Nationals Park      |
| 11 augustus 2022 | East Rutherford | Verenigde Staten | MetLife Stadium     |
| 15 augustus 2022 | Chicago         | Verenigde Staten | Wrigley Field       |
| 19 augustus 2022 | Boston          | Verenigde Staten | Fenway Park         |
| 23 augustus 2022 | Arlington       | Verenigde Staten | Globe Life Field    |
| 26 augustus 2022 | Cumberland      | Verenigde Staten | Truist Park         |
| 28 augustus 2022 | Hershey         | Verenigde Staten | Hersheypark-stadion |

| Datum            | Stad       | Land  | Locatie        |
| ---------------- | ---------- | ----- | -------------- |
| 3 september 2022 | Tokorozawa | Japan | Belluna-koepel |
| 4 september 2022 | Tokorozawa | Japan | Belluna-koepel |

| Datum             | Stad          | Land             | Locatie           |
| ----------------- | ------------- | ---------------- | ----------------- |
| 8 september 2022  | San Francisco | Verenigde Staten | Oracle Park       |
| 10 september 2022 | Los Angeles   | Verenigde Staten | Dodger Stadium    |
| 13 september 2022 | Houston       | Verenigde Staten | Minute Maid Park  |
| 17 september 2022 | Miami Gardens | Verenigde Staten | Hard Rock Stadion |